# لوندرزئل
شهر لوندرزئل (به فرانسوی: Londerzeel) در ناحیه اداری ال-ویلوورد  در استان فلومیش بربان  در منطقه فلاندری در کشور بلژیک واقع شده‌است.